# Film Independent Spirit Award

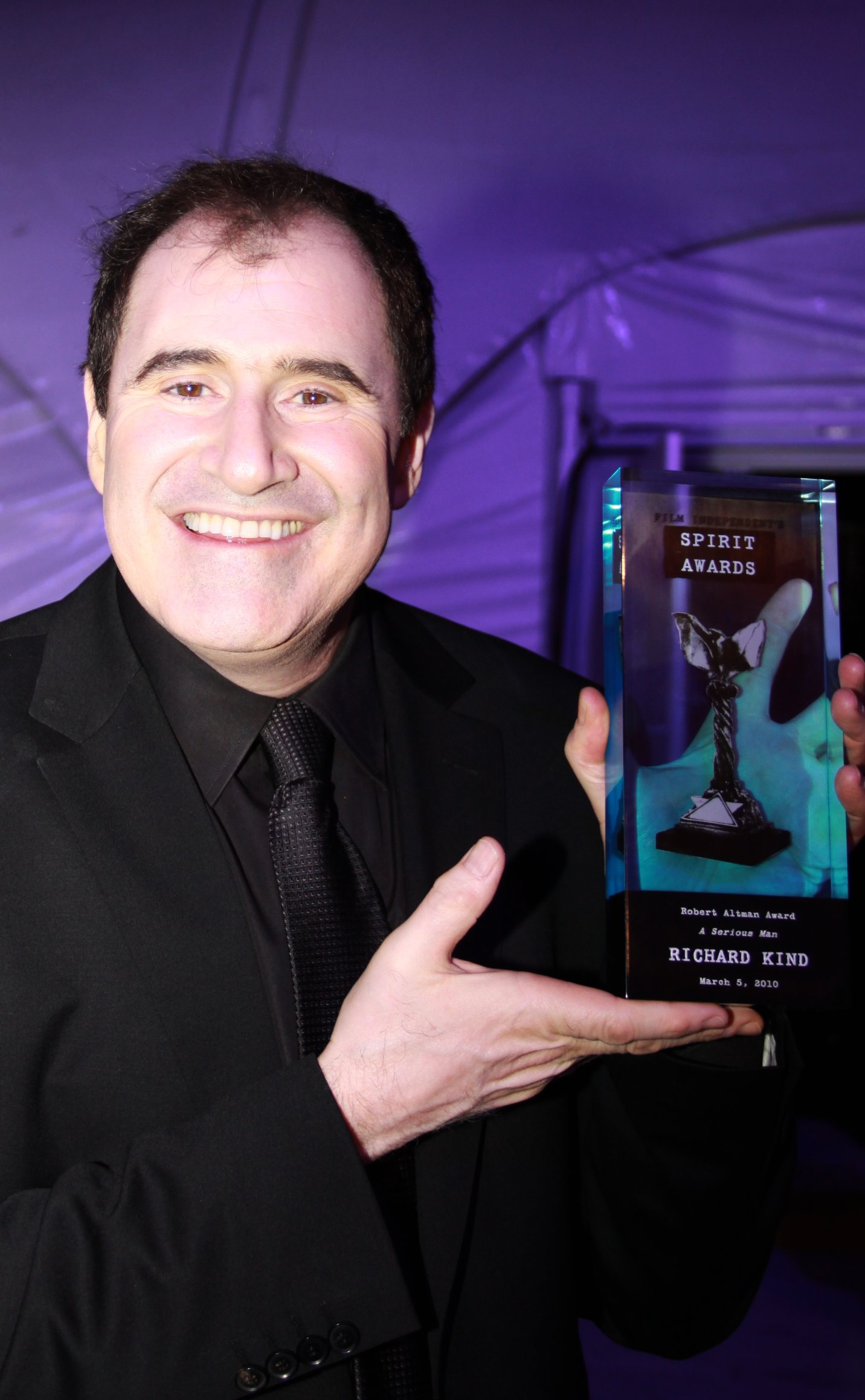
Richard Kind toont in 2010 de zojuist door hem gewonnen Film Independent Spirit Award

De Film Independent Spirit Award is een Amerikaanse filmprijs bedoeld ter erkenning van (de makers van) onafhankelijke films. De prijs wordt sinds 1984 jaarlijks uitgereikt en was oorspronkelijk bekend als de FINDIE of Friends of Independents Award. In 1986 werd de naam van de prijs veranderd naar Film Independent Spirit Award. In 2021 werden voor de eerste keer prijzen uitgereikt voor televisieprogramma's.

## Prijs
De prijs was oorspronkelijk een piramidevormige trofee gemaakt van polymethylmethacrylaat, met daarin een schoenveter. Sinds 2006 bestaat de prijs uit een trofee in de vorm van een vogel die op een paal zit, met een schoenveter rondom de paal gebonden.
De schoenveter staat in beide gevallen symbool voor het lage budget waarmee onafhankelijke films doorgaans worden gemaakt. In het Engels wordt een dergelijk budget namelijk spreekwoordelijk een shoestring budget (letterlijk "schoenveterbudget") genoemd.

## Uitreiking
De Spirit Award wordt uitgereikt door Film Independent, een non-profitorganisatie. De uitreiking vindt doorgaans plaats in een tent op het strand van Santa Monica (Californië), meestal op de dag voor de uitreiking van de Academy Awards. Sinds 1994 is de uitreiking te zien op het Independent Film Channel.

## Categorieën
Film
- Beste film
- Beste debuutfilm
- Beste regisseur
- Beste script
- Beste eerste script
- Beste mannelijke hoofdrol
- Beste vrouwelijke hoofdrol
- Beste mannelijke bijrol
- Beste vrouwelijke bijrol
- Beste cinematografie
- Beste montage
- Beste internationale film
- Beste documentaire
- John Cassavetes Award (prijs voor de beste film gemaakt voor minder dan $500.000, vernoemd naar John Cassavetes)
- Robert Altman Award (prijs voor beste ensemble, vernoemd naar Robert Altman)

Televisie
- Beste nieuwe gescripte serie
- Beste nieuwe ongescripte- of documentaireserie
- Beste mannelijke prestatie in een gescripte serie
- Beste vrouwelijke prestatie in een gescripte serie
- Beste ensemble in een nieuwe gescripte serie

Aanmoedigingsprijzen
- Producers Award
- Someone to Watch Award
- Truer than Fiction Award